# Dryadocoris apicalis
Dryadocoris apicalis ist eine Wanze aus der Familie der Baumwanzen (Pentatomidae).

## Merkmale
Die ockerfarbigen Wanzen werden 7,5 bis 9 Millimeter lang. Der Tylus (Stirnkeil) wird von den Juga nicht umschlossen. Des Weiteren führt von der Stinkdrüse eine Furche zur Seite hin. Ein weiteres Merkmal der Wanzenart ist ein größerer schwarzer Fleck am siebten Sternit.

## Verbreitung
Die Art ist im westlichen Mittelmeerraum (Italien, Südfrankreich, Iberische Halbinsel, Algerien) sowie im tropischen Afrika (Kenia, Südafrika) verbreitet.

## Lebensweise
Die Wanzen sind phytophag. Man findet sie an verschiedenen Nachtschattengewächsen (Solanaceae) wie Bilsenkräutern (Hyoscyamus) oder Solanum elaeagnifolium.

## Systematik
Aus der Literatur ist folgendes Synonym bekannt:
- Cimex apicalis Herrich-Schäffer, 1842

## Belege